# Порошево
Порошево — деревня в Косинском районе Пермского края. Входит в состав Косинского сельского поселения. Располагается севернее районного центра, села Коса. Расстояние до районного центра составляет 20 км. По данным Всероссийской переписи населения 2010 года, в деревне проживало 102 человека (51 мужчина и 51 женщина).

## История
До Октябрьской революции населённый пункт Порошево входил в состав Косинской волости, а в 1927 году — в состав Порошевского сельсовета. По данным переписи населения 1926 года, в деревне насчитывалось 20 хозяйств, проживало 96 человек (44 мужчины и 52 женщины). Преобладающая национальность — русские.
По данным на 1 июля 1963 года, в деревне проживало 96 человек. Населённый пункт входил в состав Порошевского сельсовета.